# Macintosh LC 580

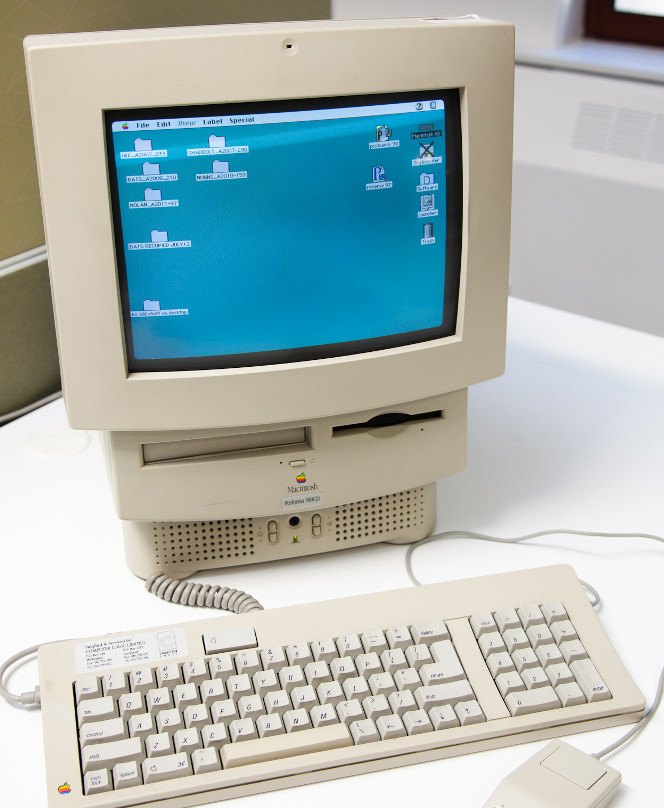
Macintosh Performa 580CD

Der Macintosh LC 580 (LC steht für „Low Cost“ = preisgünstig) ist ein Macintosh-Rechner der Firma Apple. Das 1995 vorgestellte Modell stellt die letzte Generation der Macintosh-LC-Reihe dar. Im Vergleich zum „Pizzaschachtel“-Format der ersten LC-Generation hatte sich die Bauhöhe nun fast verdoppelt.
Er besaß einen 32-Bit-Datenbus. Das VRAM seines Vorgängers, des LC 575, war beim LC 580 auf 1 MB DRAM verdoppelt worden und saß fest auf der Hauptplatine. Zudem war nun ein Video In/Out Slot integriert.  Dieser Slot war der gleiche wie der TV Tuner Slot, den es kurze Zeit für den Mac TV gab.
Der LC 580 verfügte über einen integrierten Farbmonitor, der 640 × 480 Pixel mit bis zu 32k Farben darstellen konnte.
Serienmäßig hatte der Rechner ein 1,44-MB-SuperDrive-Disketten- sowie ein CD-ROM-Laufwerk. Außer zwei seriellen Schnittstellen hatte der LC 580 auch einen Stereo 8 bit-Tonausgang, einen Mono 8 bit-Toneingang mit einem kleinen mitgelieferten Mikrophon und eine SCSI-Schnittstelle, an die damals oft ein in Agenturen und Graphikbüros beliebtes Wechselplattenlaufwerk angeschlossen wurde.
Der Macintosh LC 580 wurde in Deutschland mit dem Betriebssystem MacOS 7.5. ausgeliefert und konnte bis System 8.1. aufgestockt werden. Seine Bauzeit lag zwischen April 1995 und April 1996. Er wurde auch als Performa 580CD und 588CD verkauft. Der Codename des Rechners war „Optimus“.